# Charles Townsend (Politiker, 1834)

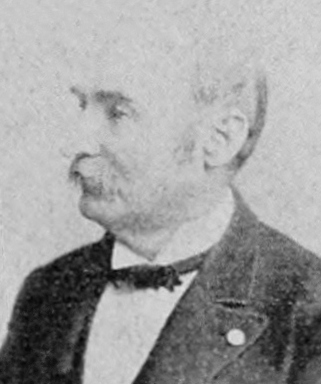
Charles Townsend, September 1892

Charles Townsend (* 22. Dezember 1834 in Ohio; † 12. Januar 1900 in Athens, Ohio) war ein US-amerikanischer Offizier, Jurist und Politiker (Republikanische Partei). Er saß in der Ohio General Assembly und war von 1881 bis 1883 Secretary of State von Ohio. Ferner gehörte er den Freimaurern an.

## Werdegang
Charles Townsend, Sohn von Rebecca Morrison (1807–1875) und Samuel H. Townsend (1805–1879), wurde ungefähr drei Jahre vor dem Ausbruch der Wirtschaftskrise von 1837 in Harrisville (Harrison County) oder Harrisonville (Meigs County) geboren. Die Familie Townsend zog in seiner Kindheit nach Athens County. Er besuchte dort Gemeinschaftsschulen. Dann ging er an die Ohio University, wo er unterrichtete, um seine Kosten zu decken. 1861 machte er seinen Abschluss. Er gründete das Decamp Institute im Meigs County und leitete die Schule, als der Bürgerkrieg ausbrach. Im Juli 1861 trat er in die Unionsarmee ein und wurde im August 1861 zum Captain in der 30. Ohio Volunteer Infantry ernannt. Am 27. Januar 1864 folgte eine Beförderung zum Major des Regiments. Nach dem Ende des Krieges ging er an die Cincinnati Law School, wo er 1866 graduierte. Townsend wurde dreimal zum Staatsanwalt (Prosecuting Attorney) vom Athens County gewählt.
1877 wurde er in das Repräsentantenhaus von Ohio gewählt und 1879 wiedergewählt. Als er 1880 zum Secretary of State von Ohio gewählt wurde, trat er von seinem Abgeordnetensitz zurück. Bei seiner Wiederwahlkandidatur im Jahr 1882 erlitt er eine Niederlage gegenüber dem Demokraten James W. Newman. Er diente als State Commander der Grand Army of the Republic. 1887 wählte man ihn für den 9. Bezirk in den Senat von Ohio.
Townsend heiratete im Oktober 1859 Margaret Jane Allen (1840–1910), Tochter von Mary Jane Wilkins (1820–1900) und David Allen (1816–1903). Das Paar hatte drei Kinder: Helen Mar (1859–1938), Charles Homer (1863–1944) und Mary.